# 壹正企劃有限公司
壹正企劃有限公司（One Plus Partnership Limited）為香港室內設計公司。主要設計專案包括影院、餐廳、零售店、會所、銷售中心，也有涉獵品牌設計和產品設計。壹正在2004年由羅靈杰和龍慧祺共同創立，致力創造大膽新穎的主題導向設計，至今已獲得超過400個國際室內設計獎項，包括美國、德國、意大利、英國及日本。

## 主要獎項
- 2011年武漢像素盒電影院獲國際設計大獎年度室內設計[2]
- 2012年英國有「室內設計奧斯卡」之稱的 Andrew Martin 國際室內設計年度設計師大獎[3]
- 2013及2016年德國iF傳達設計獎金獎
- 2016年香港文化產業聯合總會頒發文化及創意大獎

## 代表作品

### 電影院

#### 香港
- 銅鑼灣 CINE TIMES時代廣場電影院[4]
- 尖沙咀 THE ONE 商場百老匯戲院

#### 中國大陸
- 上海 國際金融中心百麗宮戲院[5]
- 杭州 嘉里中心百老匯PALACE PREMIER電影院
- 武漢 眾圓廣場摩爾國際電影城[6]
- 武漢 摩爾城市國際電影城[7]

### 餐廳

#### 香港
- #OMG
- 香港地@奧海城
- 香港地@POPCORN